# Essaouira
Essaouira (em árabe: الصويرة; romaniz.: aṣ-Ṣawîrah; em tifinague: ⴰⵎⵓⴳⴷⵓⵍ ou ⵎⵓⴳⴰⴷⵓⵔ; romaniz.: Amegdul) antigamente chamada Mogador, é uma cidade da costa sudoeste de Marrocos, capital da província homónima, que faz parte da região de Marraquexe-Safim (até 2015 integrava a região de Marraquexe-Tensift-Al Haouz). Em 2004 tinha 69 493 habitantes e estimava-se que em 2012 tivesse 78 390 habitantes.
A cidade é considerada por muitos a estância de praia mais agradável de Marrocos, pelos seus extensos areais, dunas e pelo centro histórico, classificado pela UNESCO como Património Mundial em 2009, uma mistura de cidade do século XVIII com um povoado medieval, cercado de muralhas que por sua vez estão rodeadas de canteiros de flores e pelo Oceano Atlântico. É conhecida pelos amantes do windsurf pelos seus ventos, o que está na origem da epíteto turístico "Wind City, Afrika".
Situa-se 124 km a sudoeste de Safim, 350 km a sudoeste de Casablanca, 175 km a norte de Agadir e 180 km a oeste de Marraquexe (distâncias por estrada).

## Etimologia
Para o nome Mogador, a hipótese mais aceite é a de que a para vem da raiz fenícia gdr, cujo significado é "muro, muralha". O nome de outra cidade marroquina, Agadir, parece corroborar com essa teoria, pois seu nome vem de agadir, que significa "celeiro coletivo fortificado". O nome teria entrado no berbere por meio de empréstimo linguístico.
A teoria mais provável sobre etimologia do atual nome da cidade é de que o nome vem do diminutivo de sur (s-Sīwra*), que em árabe significa "muro, muralha".

## História
Os portugueses sob o comando de Diogo de Azambuja construíram aqui um forte, designado por Castelo Real de Mogador, em 1506. Em 12 de maio de 1510, o soberano nomeou Nicolau de Sousa comandante vitalício, mas logo a seguir a posição seria atacada pelos berberes. Em Dezembro do mesmo ano, a praça teve de ser abandonada, sendo a guarnição transferida para Safim. Em 1525 este castelo foi ocupado pelos marroquinos.
Até ao século XVIII era apenas um pequeno porto. Nessa época, o sultão de Marrocos escolheu a localidade para ser o porto exportador do país. Passou então a designar-se Essaouira, embora nunca tenha chegado a atingir uma grande dimensão.

## Património edificado
O conjunto histórico da cidade encontra-se classificado como Património Mundial pela UNESCO. Nele destacam-se as muralhas e baluartes, onde ainda podem ser apreciadas as antigas peças de artilharia portuguesas, assim como a primitiva igreja e as fortificações na pequena ilha de Mogador, fronteira ao porto.